# Herby (gmina)
Herby – gmina wiejska w Polsce położona w północnej części powiatu lublinieckiego (województwo śląskie), zajmuje powierzchnię 50,47 km², zamieszkuje na jej terenie około 5100 mieszkańców. 
Herby posiadają status gminy od roku 1973. W latach 1975–1998 gmina administracyjnie należała do województwa częstochowskiego. W 1993 roku z południowej części gminy Herby powstała gmina Boronów.
Gmina Herby położona jest na Wyżynie Woźnicko-Wieluńskiej w obrębie regionów: Obniżenia Liswarty i Progu Herbskiego. Główną rzeką gminy jest Liswarta. Siedziba gminy to Herby.
Według danych z 30 czerwca 2007 gminę zamieszkiwało 5069 osób. Natomiast według danych z 31 grudnia 2017 roku gminę zamieszkiwały 6862 osoby.
Według danych z 31 grudnia 2019 roku gminę zamieszkiwało 6797 osób.

## Struktura powierzchni
Według danych z roku 2002 gmina Herby ma obszar 87,47 km², w tym:
- użytki rolne: 23%
- użytki leśne: 63%

Gmina stanowi 10,64% powierzchni powiatu.

## Demografia

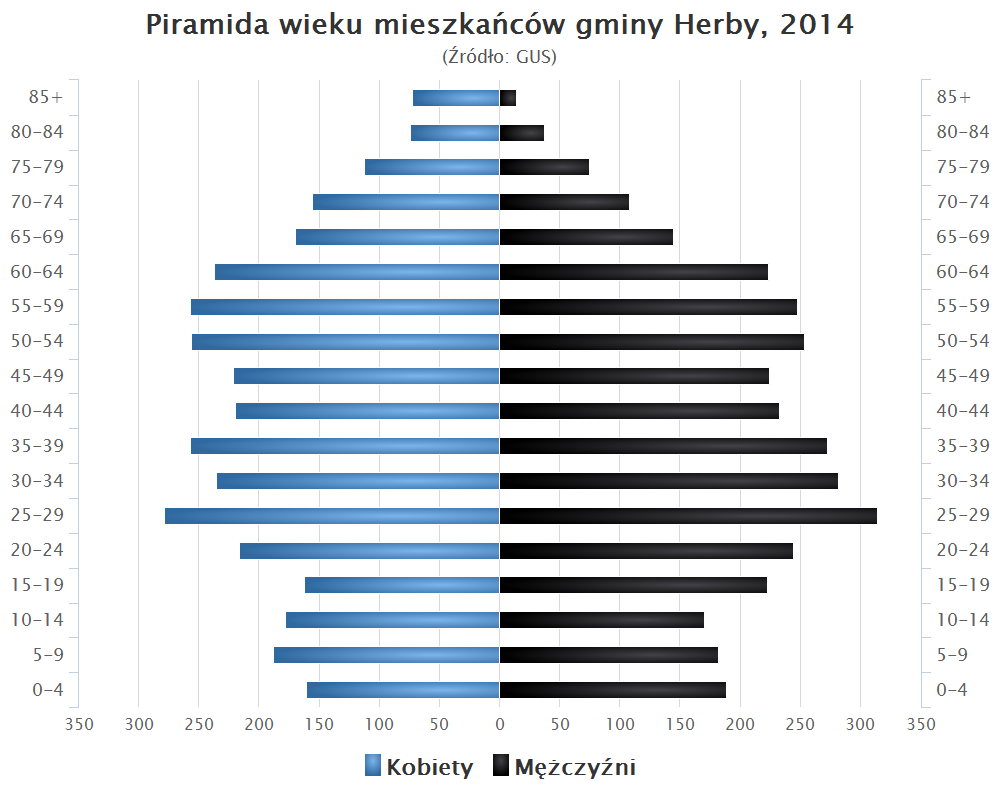
Piramida wieku mieszkańców gminy Herby w 2014 roku

Dane z 30 czerwca 2004:
| Opis                              | Ogółem | Ogółem | Kobiety | Kobiety | Mężczyźni | Mężczyźni |
| --------------------------------- | ------ | ------ | ------- | ------- | --------- | --------- |
| Jednostka                         | osób   | %      | osób    | %       | osób      | %         |
| Populacja                         | 6969   | 100    | 3484    | 50      | 3485      | 50        |
| Gęstość zaludnienia [mieszk./km²] | 79,7   | 79,7   | 39,8    | 39,8    | 39,8      | 39,8      |

## Sołectwa
W skład gminy wchodzą następujące sołectwa: Herby (siedziba gminy), Lisów, Olszyna, Kalina, Hadra, Chwostek, Tanina oraz Łebki. Do 1993 roku do gminy należała także miejscowość Boronów, obecnie posiadająca status niezależnej gminy.
Miejscowości bez statusu sołectwa: Brasowe, Braszczok, Cztery Kopy, Drapacz, Głąby, Kierzki, Kolonia Lisów, Łęg, Mochała, Niwy, Oleksiki, Otrzęsie, Pietrzaki, Piłka, Pustkowie, Turza.

## O gminie
Do lat 90. XX w. na terenie gminy znajdowało się składowisko złomu, obecnie na tym terenie znajduje się zakład przerobu złomu i recyklingu samochodów Scrapena.
Na terenie gminy znajduje się węzeł kolejowy o znaczeniu strategicznym ze stacjami Herby Nowe i Herby Stare. Krzyżują się tu linie 61 Kielce-Lubliniec, 131 Chorzów Batory-Tczew (magistrala węglowa) i 181 Herby Nowe-Oleśnica.

Gmina Herby na tle powiatu lublinieckiego

## Ważniejsze instytucje znajdujące się na terenie gminy
- Młodzieżowy Ośrodek Wychowawczy
- Dyrekcja Parku Krajobrazowego Lasy nad Górną Liswartą
- Zakład Karny

## Sąsiednie gminy
Blachownia, Boronów, Ciasna, Kochanowice, Konopiska, Koszęcin, Przystajń, Wręczyca Wielka